# Nebukadnezar II.
Nebukadnezar II., drugi kaldejski kralj, ki je vladal od 605 pr. n. št. do 562 pr. n. št., * okoli 630 pr. n. št., † okoli 561 pr. n. št., 
Nebukadnezar II. je bil pomemben babilonski kralj, ki je osvojil Sirijo in Izrael in povečal sijaj Babilonije.
Njegovo ime v babilonskem pravopisu v akadščini Nabû-kuduri-usur (Nabu-kudur-uzur) pomeni »Nebo obvaruj krono!« oziroma »meje« ali »dediče«. V napisih najdemo večinoma zapisano »Nebov ljubljenec«. Hebrejska oblika je נבוכדנאצר Nəbhûkhadhnệşşar, Nevuchadnetzar, N'vuchadnetzar.
Nebukadnezar je bil najstarejši sin in naslednik kralja Nabopolasarja, ki je osvobodil Babilon od asirske nadvlade in leta 612 pr. n. št. zavzel glavno mesto Ninive. Nebukadnezar se je poročil s Kjaksarjevo hčerko tako, da sta bili medijska in babilonska dinastija združeni.
Egipčanski kralj Neko II. je premagal Asirce pri Karkemišu. To je zagotovilo Egiptu nadvlado nad sirskimi provincami v Asiriji skupaj s Palestino. Preostale pokrajine Asirskega imperija so razdelili med Babilonijo in Medijo. Vendar je Nabopolasar hotel ponovno osvojiti zahodne pokrajine Sirije in zaradi tega je poslal svojega sina z močno vojsko proti zahodu. Leta 606 pr. n. št. je Nebukadnezar v divji bitki pri Karkemišu premagal Egipčane in jih potisnil nazaj. Sirija in Fenicija sta padli pod babilonski vpliv. Leta 605 pr. n. št. je Nabopolasar umrl, Nebukadnezar pa se je vrnil v Babilon in zasedel očetov prestol.
Nebukadnezar je večkrat napadel Sirijo in Judejo in leta 597 pr. n. št. zasedel Jeruzalem. Kralja Jehonijaha je privedel v Babilon. Jeruzalem so ponovno napadli leta 586 pr. n. št. in ga porušili, mnoge pomembne prebivalce pa izselili v Babilon. Te dogodke opisuje biblija.
Klinopisna tablica, sedaj v Britanskem muzeju poroča o teh vojnah: »V sedemintridesetem letu je Nebukadnezar, kralj države Babilon odšel v vojno proti Mizraimu (Egipt). Amazis, kralj Egipta je zbral [svojo vojsko] in se mu postavil po robu.« Ko je končal s podjarmljenjem Fenicije in naložil kazen Egiptu, se je Nebukadnezar posvetil obnovi in okraševanju Babilona. Zgradil je kanale, vodovode in zbiralnike.
Po njegovi smrti okoli leta 561 pr. n. št. v triinosemdesetem ali štiriinosemdesetem letu, po triinštirideset let dolgem vladanju ga je nasledil njegov sin Amel-Marduk (Evil-merodah). Njega je po dveletnem vladanju nasledil Neriglisar (Nergalšarusur) (vladal 559-555 pr. n. št. Njega sta nasledila Labaši-Marduk in nazadnje Nabonid (vladal 555-538 pr. n. št.). V manj kot 25. letih po Nebukadnezarjevi smrti je Babilon padel pod perzijsko nadvlado Kira II. Starejšega Velikega, vodjo združenih vojsk Medije in Perzije.
Nebukadnezar je naslovna oseba znane Verdijeve opere Nabucco.

## Sklic
1. Anton Nyström. Allmän kulturhistoria eller det mänskliga lifvet i dess utveckling, sl. 2 (1901).
2. ↑  Anton Nyström. Allmän kulturhistoria eller det mänskliga lifvet i dess utveckling, sl. 2 (1901).